# Sóvágó Margit
Sóvágó Margit (Marosvásárhely, 1924. július 7. – USA, 1998) erdélyi magyar sportújságíró.

## Életútja, munkássága
A középiskola alsó osztályait a marosvásárhelyi Római Katolikus Gimnáziumban végezte (1939), majd a nagyszebeni (1939–40) és a kolozsvári tanítóképzőben (1940–44) szerzett oklevelet. Néhány évig tanítónő volt Marosvásárhelyen, majd miután testnevelési szakképesítését a predeali sportiskolában megszerezte (1952), testnevelő tanár Kolozsváron (1952–79). 1992-től az Amerikai Egyesült Államokban élő lányánál tartózkodott, ott halt meg.
Első sporttárgyú cikkeit a kolozsvári Igazság közölte (1960). A sport helyéről a pionírtevékenységben címmel tanulmányt jelentetett meg a Kolozs megyei Pionírtanács egyik kiadványában (Culegere de referate şi comunicări ştiinţifice. Kolozsvár, 1968). A Kolozsvár Municípiumi Pionírházban, majd a Brassai Sámuel Líceumban 1960–79 között szervezett versenyeken témás tánckompozíciói, jelenetei szerepeltek a műsorokon.

## Kötete
- Pionírjátékok (Martonossy Lászlóval, Bukarest, 1961).